# Radio nationale d'Haïti
Radio nationale d'Haïti (RNH) est une station de radio d'État en Haïti. Elle fut fondée en 1977. Elle est diffusée en FM.